# Erikssonia melastomacearum
Erikssonia melastomacearum är en svampart som först beskrevs av Marjan Raciborski, och fick sitt nu gällande namn av Arx & E. Müll. 1954. Erikssonia melastomacearum ingår i släktet Erikssonia och familjen Phyllachoraceae.   Inga underarter finns listade i Catalogue of Life.